# Rubén Rochina
Rubén Rochina Naixes, né le 23 mars 1991 à Sagonte (Communauté valencienne, Espagne), est un footballeur espagnol. Il évolue au poste d'attaquant ou de milieu de terrain.

## Biographie

### En club
Rubén Rochina est né à Sagonte dans la Communauté valencienne, il commence donc dans les équipes jeunes du club du Valence CF en 2003.
Il est rapidement remarqué par des émissaires du FC Barcelone qui lui proposent de rejoindre La Masía en 2005 à l'âge de 14 ans.
Entre 2008 et 2011, il joue avec l'équipe réserve de Barcelone, le FC Barcelone Atlètic.
Le 31 janvier 2011, il s'engage avec le club anglais des Blackburn Rovers pour 450 000 €. En janvier 2013, il est prêté au Real Saragosse.
Le 6 août 2014, il signe 4 ans au Grenade CF.
Prêté depuis janvier 2018 au Levante UD par le Rubin Kazan, Rubén Rochina s'engage officiellement avec le club espagnol le 4 juillet 2018. Libre, il signe un contrat de trois ans avec le club granota.

### En équipe nationale
Rochina est sélectionné pour la première fois avec l'équipe d'Espagne des moins de 17 ans le 26 mars 2008 contre la Roumanie (2-2). Il participe et remporte le Championnat d'Europe de football des moins de 17 ans 2008 contre la France (4-0), il marque même un but lors de la phase de groupe contre cette même équipe française.
Après des matchs de qualifications, il participe au tournoi final en France, où l'Espagne arrive en finale contre la France (1-3). Il joue cinq matchs et marque un but contre l'Italie.

## Palmarès

### En sélection nationale
| - Espagne - 17 ans - Euro - 17 ans - Vainqueur : 2008. |  | - Espagne - 19 ans - Euro - 19 ans - Finaliste : 2010. |

## Carrière
| Saison      | Club                | Pays               | Championnat        | Coupes nationales | Coupes continentales | Sélection Espagne |
| ----------- | ------------------- | ------------------ | ------------------ | ----------------- | -------------------- | ----------------- |
| 2008 - 2009 | FC Barcelone B      | Segunda División B | 10 matchs / 2 buts | -                 | -                    | -                 |
| 2009 - 2010 | FC Barcelone B      | Segunda División B | 3 matchs           | -                 | -                    | -                 |
| 2010 - 2011 | FC Barcelone B      | Liga Adelante      | 13 matchs / 2 buts | -                 | -                    | -                 |
| 2010 - 2011 | Blackburn Rovers FC | Premier League     | 4 matchs           | -                 | -                    | -                 |

Dernière mise à jour le 14 mai 2011